# Medalha da Serviço Público Distinto da NASA
A Medalha da Serviço Público Distinto da NASA é uma condecoração similar à Medalha de Serviço Distinto da NASA, porém concedida a pessoas não pertencentes ao governo. É a maior condecoração concedida pela NASA para quem não era funcionário do governo na época em que o trabalho foi efetuado.

## Laureados

### 1967
- Dr. Charles Stark Draper[1]

### 1969
- Harry Hammond Hess
- Thomas Joseph O'Malley
- Frederick Seitz[2]
- Charles Hard Townes

### 1971
- Joseph G. Gavin
- George E. Stoner

### 1972
- Riccardo Giacconi
- Brian O'Brien
- Gerald Joseph Wasserburg

### 1973
- Paul B. Blasingame
- Joseph F. Clayton
- Leo Goldberg
- Clinton H. Grace
- Robert E. Greer
- George W. Jeffs
- Thomas Joseph Kelly
- H. Douglas Lowrey
- Joseph P. McNamara
- Richard Henry Nelson
- Frank Press
- Theodore D. Smith

### 1974
- Ben G. Bromberg
- Jack M. Campbell
- Edwin G. Czarnecki
- Harry Dornbrand
- Jesse L. Greenstein
- Bruce C. Murray
- T.J. O'Malley
- William G. Purdy

### 1975
- Grant L. Hansen
- Willis Hawkins
- Richard B. Kershner

### 1976
- Edward W. Bonnett
- Antonio Ferri
- Theodore D. Smith
- Lyman Spitzer[3]

### 1977
- Laurence J. Adams
- Franklin W. Kolk
- Walter O. Lowrie
- Thomas G. Pownall
- Carl Sagan
- Francis Bowes Sayre
- Ronald Smelt
- Kurt Waldheim

### 1978
- Edward O. Buckbee[4]
- Gerald Joseph Wasserburg

### 1982
- Harrison Schmitt[5]

### 1988
- Robert A. Heinlein[6]

### 1991
- Rodger Doxsey
- Harlan James Smith[7]

### 1992
- John Norris Bahcall[8]

### 1993
- Riccardo Giacconi[9]

### 1995
- Dr. Robert L. Golden[10][11]

### 1997
Norman Ralph Augustine

### 2000
James (Jim) F. Berry

### 2003
- Roger J. Bressenden
- Hugh (Hamp) Wilson[14]
- Roger Chrostowski
- Barry Greenberg[15]

### 2004
- Neil deGrasse Tyson
- Edward C. “Pete” Aldridge[16]
- Maria Zuber[17]
- Dr. Laurie A. Leshin[18][19]

### 2005
- William Sample[20][21]
- Richard Covey[22]
- Dr. Douglas Stanley[23]

### 2007
- Jim Banke[24]
- David F. Dinges[25][26]
- Paul Lightsey[27]
- Lynda Weatherman[24]

### 2009
- Dr. Carlos T. Mata[28][29]
- Brian Rishikof[30]
- Lester M. Cohen[31]

### 2010
- Dennis E. Botts [32]
- Jack Trombka[33]
- Benjamin M. Herman[34]

### 2011
- Gary Dempsey - COLSA[35]
- Charles Kopicz - ERC, Inc
- Robert Savoie - GEOCENT

### 2012
- Robert Berry[36]
- Raymond M. Hoff[36]
- Peter W. Phillips[36]
- James Sponnick,[36] United Launch Alliance
- Michael L. Young, United Launch Alliance[36][37]

### 2013
As seguintes personalidades foram reconhecidas em 2013. Indivíduos marcados com um * foram premiados entre 1 de abril de 2012 e 31 de março de 2013, fora da data do ciclo normal de premiação.
- George Charles Adams
- Deborah Barnhart
- Angioletta Coradini *
- Guy Cordier
- Gary L. Enochs
- Holland Ford
- Johnny L. Golden
- Akihiko Hoshide *
- Christopher J. Keller
- Oleg Kononenko *
- Andre Kuipers *
- Yuri Malenchenko *
- Thomas B. McCord
- Oleg V. Novitskiy *
- Gennady Padalka *
- Sergei Revin *
- Alan K. Ruter
- Theodore L. Shaffner
- Gwynne Shotwell
- Evgeny L. Tarelkin *
- Edward C. Stone

### 2014
As seguintes personalidades foram reconhecidas em 2014. Indivíduos marcados com um * foram premiados entre 1 de abril de 2013 e 31 de março de 2014, fora da data do ciclo normal de premiação.
- James A. Coakley, Jr.
- John Gregory
- Chris Hadfield *
- Thomas Hancock
- Bruce M. Jakosky
- Hans J. Koenigsmann
- Oleg Kotov *
- Aleksandr Misurkin *
- Luca S. Parmitano *
- Mason Peck *
- Thomas Pierson *
- Matthew N. Ramsey
- Roman Romanenko *
- Sergey Ryazanskiy *
- William Shatner *[40]
- Ed Stone *
- Mikhail Tyurin *
- Pavel Vinogradov *
- Koichi Wakata *
- Patrick Wiggins
- Fyodor Yurchikhin *